# Миндлин, Михаил Борисович (искусствовед)
Михаи́л Бори́сович Ми́ндлин (род. 2 марта 1956, Москва) — советский и российский искусствовед, художник, архитектор, дизайнер, специалист в области современного искусства, критики, кураторской деятельности, директор Музея имени Андрея Рублёва (с 2016 года), основатель и руководитель Государственного центра современного искусства (ГЦСИ) в Москве (1994—2016), создатель сети филиалов ГЦСИ в Екатеринбурге, Нижнем Новгороде, Санкт-Петербурге, Калининграде, Владикавказе, Томске и Самаре (1995—2015), Действительный член и член Президиума РАХ, член Союза архитекторов России, Творческого союза художников России, Союза художников России и Союза реставраторов России.

## Биография
Окончил Московское художественное училище памяти 1905 года (1980, факультеты «промышленная графика» и «реставрация масляной и темперной станковой живописи») и Санкт-Петербургский Институт живописи скульптуры и архитектуры им. Репина (1991, факультет теории и истории искусства).
Карьера:
- 1980 — Государственный музей-заповедник «Коломенское».
- 1981—1982 — Всероссийский художественный научно-реставрационный центр им. академика И. Э. Грабаря (ВХНРЦ), отдел реставрации деревянной полихромной и каменной скульптуры.
- 1982—1987 — Дирекция выставок Союза художников СССР.
- 1987—1991 — Всесоюзное научно-производственное объединение Союза художников СССР (Центральный Дом Художника).
- 1992—1994 — ведущий эксперт Управления изобразительного искусства Министерства культуры Российской Федерации.
- 1994—1997 — исполняющий обязанности директора «Государственного центра современного искусства»
- 1997—2002 — директор Государственного центра современного искусства.
- 2002—2016 — генеральный директор Государственного центра современного искусства[3].
- 2016 — директор Центрального музея древнерусского искусства имени Андрея Рублёва[4].

Член аттестационной комиссии «Росохранкультуры».

## Основные кураторские проекты
- Российско-польская выставка «Фауна», МГВЗ Новый Манеж (Москва) 1998 г., (Варшава, Польша) 1999 г.
- Выставка современного российского искусства «Сериалы», ЦВЗ Манеж (Москва) 2000 г.
- Выставка современного польского искусства «Под бело-красным флагом. Новая штука из Польши» (Таллинн, Вильнюс, Нижний Новгород, Нижний Тагил, Москва) 2004 г.
- Выставочного проекта современного искусства «Рефлексия» в ГЦСИ (Москва) 2004 г.;
- Выставка современного искусства России и Польши «За красным горизонтом», ЦСИ «Уяздовский замок» (Варшава, Польша) 2004 г.;
- Выставка «P.S. За красным горизонтом», ГЦСИ (Москва) 2005 г.
- Выставка «Другая Мифология», ГЦСИ (Москва) 2009 г.
- Российско-французский проект «Из чего делают искусство, что делает искусство» ГЦСИ и ЦСИ «Винзавод» (Москва, 2010 г.), «Контрапункт. Современное русское искусство» Лувр (Париж, Франция 2010)
- Выставка «Современная российская скульптура», Музей современной скульптуры (Голландия, Гаага) 2013 г.
- Выставка «Мистификаторы», ГЦСИ (Москва) 2016 г.
- Выставка « Другое измерение», Музей им. А.Рублева (Москва) 2019 г.

Инициатор и организатор учреждённого в 2005 году ежегодного Всероссийского конкурса на присуждение премии в области современного визуального искусства «Инновация», Московской Международной биеннале молодого искусства, Уральской индустриальной биеннале современного искусства. Начиная с 1988 года — куратор и организатор российских и международных художественных проектов в Москве, Варшаве, Риме, Венеции, Париже, Лондоне, Лионе, Нью-Йорке , Гааге, Баден-Бадене, Бресте и других городах мира.
Автор широкого ряда публикаций в профессиональных изданиях.
Сферой творческой деятельности М. Б. Миндлина также являются живопись, графика, фотографии, дизайн, объекты, инсталляции, архитектура. Его работы неоднократно экспонировались на выставках в России и за рубежом. Автор архитектурных проектов зданий ГЦСИ в г. Москве, зданий филиалов ГЦСИ в Калининграде, Екатеринбурге, Томске, Самаре и других.

## Награды
- Медаль «В память 850-летия Москвы»
- Благодарность Министра культуры РФ
- Почётная грамота Министерства культуры и массовых коммуникаций Российской Федерации
- Почётный знак Министерства культуры Российской Федерации
- Орден «За заслуги в культуре Gloria Artis» (Польша)
- Офицер Ордена Искусства и литературы Франции
- Золотая медаль Российской академии художеств
- Медаль «Достойному» РАХ

Лауреат многих престижных профессиональных премий, среди которых Золотой диплом XII международного фестиваля архитектуры и дизайна интерьера; приз Союза архитекторов России «Хрустальный Дедал»; Золотой диплом «Зодчество-2005», Премия Золотой Знак и др.